# Зискин, Лора
Ло́ра Э́ллен Зи́скин (англ. Laura Ellen Ziskin; 3 марта 1950 — 12 июня 2011) — американский сценарист и продюсер. Спродюсировала две церемонии премии «Оскар» (в 2002 и в 2007 годах).

## Биография

### Ранние годы
Лора Эллен Зискин родилась 3 марта 1950 года в Сан-Фернандо (штат Калифорния, США). Предки Лоры — российские евреи, её дедушка иммигрировал в США из России в 1917 году.

### Карьера
В 1978 году начала карьеру продюсера. Всего спродюсировала около 30-ти проектов, среди которых две церемонии премии «Оскар» (в 2002 и в 2007 годах).
Была сценаристом, написала сценарии для двух фильмов — для «А как же Боб?» (1991) и «Герой» (1992).

### Личная жизнь
Она дважды была замужем, имела одного ребёнка.
- Первый супруг — Джулиан Бэрри. В этом браке родился единственный ребёнок Лоры, дочь Джулия Бэрри.
- Второй супруг (вдовец) — Элвин Сарджент (1927—2019), сценарист. Были женаты в 2010—2011 года до момента смерти Лоры.

### Смерть
61-летняя Лора Зискин скончалась после 7-ми лет борьбы с раком молочной железы 12 июня 2011 года в Санта-Монике (штат Калифорния, США).

## Фильмография
сценарист
- 1991 — А как же Боб?/What About Bob?
- 1992 — Герой/Hero

продюсер
- 1978 — Глаза Лауры Марс/Eyes of Laura Mars
- 1983 — Один повар, другой нет/One Cooks, the Other Doesn't
- 1985 — Любовь Мёрфи/Murphy's Romance
- 1987 — Нет выхода/No Way Out
- 1988 — Мёртв по прибытии[англ.]/D.O.A.
- 1988 — Спасатели[англ.]/Rescue, The
- 1988 — Стопроцентный американец для всех/Everybody's All-American
- 1990 — Красотка/Pretty Woman
- 1991 — А как же Боб?/What About Bob?
- 1991 — Доктор/Doctor, The
- 1992 — Герой/Hero
- 1995 — За что стоит умереть/To Die For
- 1997 — Лучше не бывает/As Good as It Gets
- 2000 — Взрыв[англ.]/Fail Safe
- 2001 — Как я научился водить/How I Learned to Drive
- 2001 — Ужин с друзьями/Dinner with Friends
- 2002 — Оскар (кинопремия, 2002)/74th Annual Academy Awards, The
- 2002 — Человек-паук/Spider-Man
- 2003 — Тарзан[англ.]/Tarzan
- 2004 — Человек-паук 2/Spider-Man 2
- 2005 — Стелс/Stealth
- 2007 — Оскар (кинопремия, 2007)/79th Annual Academy Awards, The
- 2007 — Человек-паук 3: Враг в отражении/Spider-Man 3
- 2008 — Выстоим против рака[англ.]/Stand Up to Cancer
- 2011 — Африка/Africa
- 2012 — Саммит Моргана/Morgan's Summit
- 2012 — Я и мой монстр/Me and My Monster
- 2012 — Новый Человек-паук/The Amazing Spider-Man
- 2013 — Дворецкий/The Butler